# Amar Wattar
Amar Wattar (* 25. ledna 1967) je syrský zápasník, specializující se na volný styl. V roce 1988 se zúčastnil her v Soulu, kde v kategorii do 68 kg vypadl v pátém kole. V prvním kole porazil Ichillumpu z Peru, ve druhém Manzura ze Salvadoru ve třetím El-Khodaryho z Egypta, ve čtvrtém přišla porážka od Khadema z Íránu a v pátém od Rauhaly z Finska.